# Communicatio Idiomatum
Communicatio Idiomatum (pol. współ-orzekanie przymiotów) – pojęcie chrystologiczne dotyczące dwóch natur w Chrystusie. Oznacza ontologiczną wspólnotę natury boskiej i natury ludzkiej w jednej osobie Jezusa Chrystusa. Od strony logicznej zaś, takie zdania odnoszące się do Chrystusa, w których określany jest On tytułem jednej natury a jednocześnie przypisywana jest mu własność drugiej (np. „Bóg umarł na krzyżu”). Pojęcie szczególnie używane w sporach ponestoriańskich V w. Wyjaśniał je papież Leon Wielki.